# Before Da Money
Albums de Joey Bada$$
Summer Knights
(2013) All-Amerikkkan Bada$$
(2017)
Singles
1. Big Dusty
Sortie : 4 août 2014
2. Christ Conscious
Sortie : 30 septembre 2014
3. No. 99
Sortie : 9 décembre 2014
4. Curry Chicken
Sortie : 23 décembre 2014
5. On & On
Sortie : 30 décembre 2014
6. Teach Me
Sortie : 7 janvier 2015

B4.Da.$$ (stylisé B4.DA.$$ et prononcé Before Da Money) est le premier album studio de Joey Bada$$, sorti le 20 janvier 2015.

## Historique
L'album est annoncé via Twitter en avril 2013, avant d'être confirmé par un trailer le 20 novembre 2014. Initialement prévu pour 2013, le rappeur en reporte la sortie en déclarant « qu'il n'était pas prêt » et « qu'il devait d'abord gagner davantage de respect ». 
De septembre à novembre 2014, Joey Bada$$ se produit en tournée à travers les États-Unis, le B4.DA.$$ Tour, au cours de laquelle il interprète des titres de l'album avant leur publication. Plusieurs artistes le rejoignent en concert parmi lesquels Vince Staples, le collectif de hip-hop Run the Jewels, Chase & Status, Raz Fresco (en), et son propre collectif, Pro Era (en), qui joue de nombreux morceaux inédits. Durant la tournée, une série de quatre vidéos est tournée pour la promotion des concerts et de l'album. Le B4.DA.$$ Tour se poursuit au Canada puis en Europe, Australie et Nouvelle-Zélande, avant d'être écourtée en raison du décès de Junior B, membre de Pro Era et cousin de Joey Bada$$, à qui sont dédiés le clip de No. 99 et le single On & On (également dédicacé à Capital Steez, autre membre de Pro Era décédé en 2012).
L'album et le collectif Pro Era gagnent en notoriété avec la diffusion publique d'une photographie de Malia Obama, fille du président Barack Obama, portant un tee-shirt à l'effigie du collectif. Cette attention médiatique accrue entraîne une augmentation significative des pré-ventes de l'album.
Plusieurs magazines (dont le Billboard, XXL, ou Complex) citent B4.Da.$$ dans leur liste des albums les plus attendus de l'année,,.

## Réception
L'album a été plutôt bien reçu par la critique, le site Metacritic lui attribuant la note de 74 sur 100.

## Liste des titres
| No  | Titre                                                                             | Auteur                           | Contient un (des) sample(s) de | Durée |
| --- | --------------------------------------------------------------------------------- | -------------------------------- | --- | ----- |
| 1.  | Save the Children (Produit par Statik Selektah)                                   | Jo-Vaughn Virginie Scott         | People Moving d'Azar Lawrence | 3:35  |
| 2.  | Greenbax (Introlude) (Produit par Lee Bannon)                                     | Scott                            | Dolphin Dance de l'Ahmad Jamal Trio | 0:48  |
| 3.  | Paper Trail$ (Produit par DJ Premier)                                             | Scott, Christopher Edward Martin | C.R.E.A.M. du Wu-Tang Clan Unorthodox de Joey Bada$$ | 3:17  |
| 4.  | Piece of Mind (Produit par Freddie Joachim)                                       | Scott                            | One Love de Nas featuring Q-Tip Wind de Freddie Joachim | 3:38  |
| 5.  | Big Dusty (Produit par Kirk Knight)                                               | Scott                            | | 4:53  |
| 6.  | Hazeus View (Produit par Kirk Knight)                                             | Scott                            | Problema Ecologico d'Amedeo Tommasi Suspect de Joey Bada$$ et Pro Era                                                                                                | 3:39  |
| 7.  | Like Me (featuring BJ the Chicago Kid – Produit par J Dilla et les Roots)         | Scott                            | | 4:28  |
| 8.  | Belly of the Beast (featuring Chronixx – Produit par Hit-Boy)                     | Scott                            | Gimme the Loot de The Notorious B.I.G. Brave & Strong de Sly & the Family Stone Terrorist Threats d'Ab-Soul featuring Danny Brown et Jhené Aiko Come Baby Come de K7 | 3:56  |
| 9.  | No. 99 (Produit par Statik Selektah)                                              | Scott                            | | 2:46  |
| 10. | Christ Conscious (Produit par Basquiat)                                           | Scott                            | Mic Checka de Das EFX | 2:53  |
| 11. | On & On (featuring Maverick Sabre et Dyemond Lewis – Produit par Freddie Joachim) | Scott                            | The Mixed Up Cup de Clyde McPhatter Moment of Truth de Gang Starr | 4:40  |
| 12. | Escape 120 (featuring Raury – Produit par Chuck Strangers)                        | Scott                            | | 3:47  |
| 13. | Black Beetles (Produit par Chuck Strangers)                                       | Scott                            | | 3:50  |
| 14. | O.C.B. (Produit par Samiyam et les Soul Rebels)                                   | Scott                            | | 3:43  |
| 15. | Curry Chicken (Produit par Statik Selektah)                                       | Scott                            | Now I Lay Me Down to Sleep (traditionnel) Love's Theme de Fausto Papetti                                                                                             | 3:33  |

| 16. | Run Up On Ya (featuring Action Bronson et Elle Varner – Produit par Statik Selektah) | Hed de Noreaga featuring Nature One More Chance (Remix) de The Notorious B.I.G. featuring Faith Evans A Jackass Gets His Oats des Amazing Rhythm Aces | 4:08 |
| 17. | Teach Me (featuring Kiesza – Produit par ASTR et Chuck Strangers)                    | | 4:18 |